# Коста Хакман
Коста Хакман (Босанска Крупа, 22. мај 1899 — Опатија, 9. децембар 1961) био је српски сликар и ликовни педагог.

## Биографија
Коста Хакман је рођен 22. маја 1899. у Босанској Крупи. Основну школу завршио је у Тузли, граду од око 2.500 становника, који је почетком века био важан административни, културни и верски центар Источне Босне. Године 1908. уписан је у тузланску гимназију, тада сматрану за једну од најбољих школа у Босни, познату и по слободарским идејама које су неговали њени професори и ђаци. Припадник је ослободилачког покрета „Млада Босна”, па је 1914. ухапшен. Након завршетка Првог светског рата Коста се опредељује за студије сликарства. После једне године студија у Прагу код Буковца (1919—1920) и пола године проведене у Бечу, Хакман своје сликарске афинитете открива у Кракову (1920—1924) где студира у класи Станислава Вајса. Савлађивање заната и спознаја суштине пејзажа помогли су му да већ тада дефинише свој сликарски кредо: „Нема линија, нема обликовања, постоје само контрасти […] не црним и белим већ колористичком импресијом”. Радови изложени у Београду по завршеном школовању децембра 1925. године, обележавају уводну фазу рада (1924—1925). Одлазак у Париз (1926—1929) за Хакмана значи остварење животног сна, слике настале у том периоду, са погледима на париске улице и мртве природе излаже 1929. године, по повратку у Београд, у којем ће провести остатак живота посвећен сликању и педагошком раду. Поново је боравио у Паризу, 1937, где је добио златну медаљу на Светској изложби.
Уочи Другог светског рата био је предавач на Београдском Универзитету. Други светски рат је провео у конц-логору у Дортмунду да би се после слома Трећег рајха вратио у земљу. Године 1947. се оженио Радмилом Лозанић (кћерком индустријалца и добротвора Саве Лозанића) и добија кћерку Милицу 1949. године. Универзитетску каријеру започету пред рат, наставља као један од редовних професора Академије ликовних уметности у Београду. Међу његовим ђацима стасали су Љуба Поповић, Момо Капор, Милић од Мачве и многи други. Био је један од најзначајнијих југословенских уметника. Као сликар припада неоимпресионизму на граници са експресионизмом.
Умро је 9. децембар 1961. у Опатији.

## Самосталне изложбе
У току свог живота Коста Хакман је учествовао на преко 80 групних изложби а самостално је почео да излаже већ од 1925. године. Овде је наведен преглед самосталних изложби:
- 1925 — Београд, Основна школа код Саборне цркве, 13. децембра.
- 1929 — Београд, уметнички павиљон, 17-30. новембар.
- 1931 — Београд, уметнички павиљон (са С. Стојановићем) 8. фебруара.
- 1936 — Београд, уметнички павиљон, 16. фебруара.
- 1955 — Београд, Галерија УЛУС-октобар-новембар.
- 1956 — Тузла, Гимназија, јула.
- 1957 — Сарајево, Умјетнички Павиљон, 16-24. децембра.
- 1958 — Загреб, Изложбене просторије на Корзу (са С. Кучинским) 1. априла.
- 1963 — Београд, уметнички павиљон, 11-20. октобра (Посмртна).
- 1980 — Сарајево, Галерија југословенског портрета, 1. октобар — 1. децембра.
- 1987 — Париз,
- 2022/23 — Београд, Народни музеј Србије, 17. новембар 2022 - 15. јануар 2023.[4]